# Korman Stadium
Il Korman Stadium è uno stadio di Port Vila, Vanuatu. È lo stadio nazionale e la casa della squadra nazionale di calcio del Vanuatu.
Lo stadio può contenere circa 6 500 persone.